# ФК Подгрмеч
НК Подгрмеч је фудбалски клуб из Санског Моста, Босна и Херцеговина.
Основан је 4. априла 1944. године у Санском Мосту, неколико месеви после ослобођења града. Стварање клуба представља почетак спортског такмичења у ослобођеној земљи. Идеју за оснивање Подгрмеча дали су Милан (Мичука) Миљевић, Славко Традић, Хасо Умкић и Расим (Сингер) Хромалић. На оснивачкој скупштини у присуству преко 100 учесника, за првог председника изабран је Милан Миљевић. Прву утакмицу клуб је одиграо 22. априла 1944. са Репрезентацијом савезничких мисија.
Боје клуба су зелена и жута што је препознатљиво и по грбу клуба који има те две боје. Стадион Подгрмеча се налази на десној обали реке Сане у Санском Мосту.
Тренутно се клуб такмичи у Другој лиги Федерације Босне и Херцеговине - Запад II, након што је испао из Прве лиге Федерације у сезони 2005/06.